# ラジオ英会話
『ラジオ英会話』（ラジオえいかいわ）は、NHKラジオ第2放送で週5回放送される、1回15分の英語語学番組。NHK英語グランドデザイン「B1」レベル。
NHK出版より番組に対応したテキスト（紙、電子書籍）、音声（CD、ダウンロード）が販売されている。
同じく「ラジオ英会話」と呼ばれることが多かった同局の番組「英会話」は2002年3月に一度終了していたが、正式に「ラジオ」をタイトルに含めた本番組が2008年度から放送開始。初めの10年間は遠山顕が講師を担当し、従来放送されていた同講師の講座（「英会話入門」など）を踏襲する形式であった。
2018年度からは講師が大西泰斗に交代。副題を『ハートでつかめ！英語の極意』とし、中高生の学習向け番組に変更された。一方で、リスニングやリーディングを楽しみ、幅広く英語に親しむ大人の娯楽向け番組といった趣の強かった2017年度までの講義の体裁は「遠山顕の英会話楽習」に引き継がれた。

## 出演者

### 現在の出演者
- 講師
  - 大西泰斗（2018年度 - ）
- パートナー
  - David Evans（デイビット・エバンス）（2023年度 - ）
  - 秋乃ろーざ（2018年度 - ）

### 過去の出演者
- 講師
  - 遠山顕（2008年度 - 2017年度）
- パートナー（講師：遠山期）
  - Jeff Manning（ジェフ・マニング）（2009年度 - 2017年度）
  - Katie Adler（ケイティー・アドラー）（2008年度 - 2017年度）
  - Jerry Davidson（ジェリー・ディビッドソン）（2008年度 - 2009年度）
- パートナー（講師：大西期）
  - Paul Chris McVay（ポール・クリス・マクベイ）（2018年度 - 2022年度）

## 放送時間

### 現在の放送時間
2025年度
ラジオ放送第2
- 月曜日 - 金曜日
  - 06時45分 - 07時00分
  - 12時25分 - 12時40分（再放送）
  - 19時15分 - 19時30分（再放送）
  - 21時30分 - 21時45分（再放送）
- 日曜日
  - 16時30分 - 17時45分（月～金の再放送）

FM放送
- 2023年度から、2025年度（予定）のラジオ第2放送廃止へ向けた実証実験の一環として、FM放送での時差放送を7:30ｰ7:45[3]で追加。
- 2024年度は、FM放送の放送時刻を23:30-23:45[4]に変更。
- 2025年度は、FM放送の放送時刻を0:00-0:15に変更。

### 過去の放送時間
ラジオ放送第2
2008年度
- 月曜日〜金曜日
  - 15時45分 - 16時00分
  - 21時45分 - 22時00分（再放送）
- 日曜日
  - 16時45分 - 18時00分（月～金の再放送）

2009年度
- 月曜日～金曜日
  - 15時45分 - 16時00分
  - 21時45分 - 22時00分（再放送）
- 日曜日
  - 16時30分 - 17時45分（月～金の再放送）

2010年度
- 月曜日～金曜日
  - 15時45分 - 16時00分
  - 21時45分 - 22時00分（再放送）
- 土曜日
  - 08時15分 - 08時30分（金曜の再放送）
- 日曜日
  - 16時30分 - 17時45分（月～金の再放送）

2011年度
- 月曜日～金曜日
  - 12時25分 - 12時40分
  - 15時45分 - 16時00分（再放送）
  - 21時45分 - 22時00分（再放送）
- 土曜日
  - 11時45分 - 12時00分（金曜の再放送）
- 日曜日
  - 16時30分 - 17時45分（月～金の再放送）

2012年度 - 2017年度
- 月曜日 - 金曜日
  - 06時45分 - 07時00分
  - 12時25分 - 12時40分（再放送）
  - 15時45分 - 16時00分（再放送）
  - 21時45分 - 22時00分（再放送）
- 土曜日
  - 11時45分 - 12時00分（金曜の再放送）
- 日曜日
  - 16時30分 - 17時45分（月～金の再放送）

- 年末年始(過去の中から厳選再放送)

2018年度 - 2024年度
- 月曜日 - 金曜日
  - 6時45分 -   7時00分
  - 12時25分 - 12時40分  （再放送）
  - 21時45分 - 22時00分  （再放送）
- 日曜日
  - 16時30分 - 17時45分 （月～金の再放送）

## 放送内容

### 2025年度
月曜日から木曜日は簡単な英文ダイアログを理解し、会話トレーニングに繋げる。金曜日は月曜日から木曜日までのダイアログの内容について英語の質問、3つの選択肢を聞き取って、答える。さらに、文法項目を使った2つの英作文で学習効果を定着させる。
- 2025年04月：前置詞①
- 2025年05月：前置詞②
- 2025年06月：前置詞③
- 2025年07月：基本動詞① 静的な意味を含む動詞・移動系動詞
- 2025年08月：基本動詞② 移動・配置を表す動詞など
- 2025年09月：基本動詞③ 創造・入手を表す動詞など

### 2024年度
月曜日から木曜日は簡単な英文ダイアログを理解し、会話トレーニングに繋げる。金曜日は月曜日から木曜日までのダイアログの内容について英語の質問、3つの選択肢を聞き取って、答える。さらに、文法項目を使った2つの英作文で学習効果を定着させる。
- 2024年04月：英文法の柱
- 2024年05月：基本文型①
- 2024年06月：基本文型②
- 2024年07月：基本文型③
- 2024年08月：助動詞
- 2024年09月：説明ルール
- 2024年10月：前期の総復習
- 2024年11月：時表現①
- 2024年12月：時表現②
- 2025年01月：説明ルールの仕上げ
- 2025年02月：指定ルール
- 2025年03月：配置変更ー疑問文ほか

### 2023年度
月曜日から木曜日は簡単な英文ダイアログを理解し、会話トレーニングに繋げる。金曜日は月曜日から木曜日までのダイアログの内容について英語の質問、3つの選択肢を聞き取って、答える。さらに、文法項目を使った2つの英作文で学習効果を定着させる。
- 2023年04月：会話の原則・発言タイプ
- 2023年05月：会話を始める・正しく理解する
- 2023年06月：動かす① 提案・申し出・アドバイス・約束
- 2023年07月：動かす② 指示・依頼
- 2023年08月：引き出す・感情を操作する
- 2023年09月：感情・行動・考え方を操作する
- 2023年10月：さまざまな応答・知識
- 2023年11月：判断を表現する
- 2023年12月：判断・これからを表現する
- 2024年01月：感情表現①
- 2024年02月：感情表現②
- 2024年03月：会話をするということ

### 2022年度
月曜日から木曜日は簡単な英文ダイアログを理解し、会話トレーニングに繋げる。金曜日は月曜日から木曜日までのダイアログの内容について英語の質問、3つの選択肢を聞き取って、答える。さらに、文法項目を使った2つの英作文で学習効果を定着させる。
- 2022年04月：基本動詞① 日本語を介さずに表現する
- 2022年05月：基本動詞② 日常表現を増やしていく
- 2022年06月：基本動詞③ かたまりで覚える
- 2022年07月：基本動詞④ その他の重要動詞
- 2022年08月：前置詞① イメージで直接操る
- 2022年09月：前置詞② 多彩な使い方をつかむ
- 2022年10月：前置詞③ イメージで前置詞征服
- 2022年11月：形容詞・副詞 イメージで本質をつかむ
- 2022年12月：副詞・限定詞 繊細なニュアンスをイメージで身につける
- 2023年01月：限定詞・名詞関連・接続詞のイメージ イメージを隅々に
- 2023年02月：接続詞 発言の流れ（フロー）を作る
- 2023年03月：発言の流れ（フロー）を作る重要表現

### 2021年度
月曜日から木曜日は簡単な英文ダイアログを理解し、会話トレーニングに繋げる。金曜日は月曜日から木曜日までのダイアログの内容について英語の質問、3つの選択肢を聞き取って、答える。さらに、文法項目を使った2つの英作文で学習効果を定着させる。
- 2021年04月：なぜ日本人は英語を話せないのか？
- 2021年05月：基本文型で意思は伝わる
- 2021年06月：位置がわかれば拡張は簡単 - 基本文型の拡張
- 2021年07月：「説明ルール」で英語を英語として使いこなす
- 2021年08月：名詞の説明 - 関係詞節も「説明ルール」の形
- 2021年09月：「指定ルール」 - 形容詞・頻度副詞・強意副詞・否定
- 2021年10月：助動詞の征服
- 2021年11月：時表現を極める①
- 2021年12月：時表現を極める②
- 2022年01月：配置の転換
- 2022年02月：受動態・比較
- 2022年03月：「配置の言葉」英語

### 2020年度
月曜日から木曜日は簡単な英文ダイアログを理解し、会話トレーニングに繋げる。金曜日は月曜日から木曜日までのダイアログの内容について英語の質問、3つの選択肢を聞き取って、答える。さらに、文法項目を使った2つの英作文で学習効果を定着させる。
- 2020年04月：会話の流れを作る「基本接続詞」
- 2020年05月：会話の重要な流れ（フロー）
- 2020年06月：会話を豊かに展開しよう
- 2020年07月：プレゼンテーションを支える表現
- 2020年08月：会話の「台本」①～会話の「台本」を手に入れて気軽に英会話
- 2020年09月：会話の「台本」②～覚えるごとに英会話が楽になる
- 2020年10月：会話の「台本」③～台本を増やせば会話は怖くない
- 2020年11月：会話の「台本」④～未来を見据える英会話
- 2020年12月：会話の「台本」⑤～台本を増やして即応力をアップ
- 2021年01月：会話の「台本」⑥～知識・思考・応答などの台本
- 2021年02月：会話の「台本」⑦～相手と対峙する台本
- 2021年03月：会話の「台本」⑧～台本学習と会話のコツ

### 2019年度
月曜日から木曜日は簡単な英文ダイアログを理解し、会話トレーニングに繋げる。金曜日は月曜日から木曜日までのダイアログの内容について英語の質問、3つの選択肢を聞き取って、答える。さらに、文法項目を使った英作文で学習効果を定着させる。
- 2019年04月：英単語は日本語訳では語れない
- 2019年05月：前置詞のイメージの完成
- 2019年06月：基本動詞の征服①
- 2019年07月：基本動詞の征服②
- 2019年08月：基本動詞の征服③
- 2019年09月：基本動詞の征服④
- 2019年10月：基本動詞の征服⑤
- 2019年11月：基本形容詞
- 2019年12月：基本副詞・名詞（可算・不可算）
- 2020年01月：限定詞・助動詞・時表現
- 2020年02月：大きな「単語」：定型表現①～英語はどういったことばなのか～
- 2020年03月：大きな「単語」：定型表現②～英語観を変える～

### 2018年度
月曜日から木曜日は簡単な英文ダイアログを理解し、会話トレーニングに繋げる。金曜日は月曜日から木曜日までのダイアログを復習、文法項目を使った英作文で学習効果を定着させる。
- 2018年04月：文を生み出す基本文型
- 2018年05月：文型の完成
- 2018年06月：時表現の完成
- 2018年07月：助動詞
- 2018年08月：修飾の語順ルール
- 2018年09月：否定と比較
- 2018年10月：to不定詞・動詞-ing形
- 2018年11月：過去分詞・受動態・節
- 2018年12月：倒置・疑問文
- 2019年01月：関係詞節による修飾
- 2019年02月：心に分け入る～仮定法・it
- 2019年03月：文法力と語順の成熟

### 2017年度
1〜3週目は、毎回読みきりの毎月のテーマに沿ったダイアログで放送される。金曜日は月曜日から木曜日までの復習をする。テーマは以下のとおりである。
- 2017年04月：Making Things Easier「ものごとを楽にする」――ものごとを楽に（あるいは難しく）することに関連した表現を学ぶ
- 2017年05月：John Doe's Vegetable Garden「ジョン・ドウの野菜園」――有機栽培に関する語彙・表現を学ぶ
- 2017年06月：Different Walks of Life「いろいろな人生」――職業に関する語彙・表現を学ぶ
- 2017年07月：Shirley and Harvey Explore Oahu「シャーリーとハーヴィー、オアフを探訪」――行楽地で見たりしたりする物事に関する表現を学ぶ
- 2017年08月：The Trouble with Uncle Henry「ヘンリーおじさんとのトラブル」――家族内の対立とその解決に関する表現を学ぶ
- 2017年09月：Probability「見込み」――起こりそうな状況や出来事について語るための語彙・表現を学ぶ
- 2017年10月：Dealing With Problems「問題に対処する」――問題を検討し現実的な解決策を探し出すための語彙･表現を学ぶ
- 2017年11月：John and Mary Save a Marriage「ジョンとメアリー、ある結婚の危機を救う」――強い感情を表す語彙・表現を学ぶ
- 2017年12月：Roving Reporters「さすらいのリポーター４」――ニュースインタビューで使われる表現を学ぶ
- 2018年01月：Habits「癖」――癖を語る語彙・表現を学ぶ
- 2018年02月：Making Small Talk「スモールトークで会話を進める」――英会話をうまく運ぶための定型表現を学ぶ
- 2018年03月：Jackhammer and the Doe Family「ジャックハンマーとジョン･ドウ一家」――満足や不満足を表す表現を学ぶ

4週目は、Special Weekとして、リスニングと音読、文法を強化する。
- 2017年04月：Old News Is New Again、English Conversation Literacy、A Song 4 U、Conquering Famous Tongue Twisters
- 2017年05月：Old News Is New Again、English Conversation Literacy、A Song 4 U、Conquering Famous Tongue Twisters
- 2017年06月：Old News Is New Again、English Conversation Literacy、A Song 4 U、Conquering Famous Tongue Twisters
- 2017年07月：英語劇場 オー・ヘンリー「警官と賛美歌」
- 2017年08月：Old News Is New Again、English Conversation Literacy、A Song 4 U、Conquering Famous Tongue Twisters
- 2017年09月：Old News Is New Again、Listen for It! Special、Write It! with Songs 4 U、Conquering Famous Tongue Twisters
- 2017年10月：Old News Is New Again、English Conversation Literacy、A Song 4 U、Grammar for Better Conversation
- 2017年11月：英語劇場 オー･ヘンリー「賢者の贈りもの」
- 2017年12月：Old News Is New Again、English Conversation Literacy、A Song 4 U、Grammar for Better Conversation
- 2018年01月：Old News Is New Again、First Laughs of the New Year、A Song 4 U、English Conversation Literacy
- 2018年02月：Old News Is New Again、Grammar for Better Conversation、A Song 4 U、English Conversation Literacy
- 2018年03月：Old News Is New Again、English Conversation Literacy、Write It! with Songs 4 U、Grammar for Conversation、A Song of the Decade

### 2016年度
1〜3週目は、毎回読みきりの毎月のテーマに沿ったダイアログで放送される。金曜日は月曜日から木曜日までの復習をする。テーマは以下のとおりである。
- 2016年04月：John Doe Goes Green「ジョン・ドウ、環境にやさしくなる」――環境保護に関する語彙・表現を学ぶ
- 2016年05月：Vehicles「乗り物」――陸海空の乗り物に関する表現を学ぶ
- 2016年06月：Opnions「意見」――意見を求めたり述べたりするための表現を学ぶ
- 2016年07月：Liv's Trip to San Francisco「リヴのサンフランシスコ旅行」――旅行で使う表現を学ぶ
- 2016年08月：College Life「カレッジライフ」――大学生活に関連した語彙・表現を学ぶ
- 2016年09月：LA Story「ロサンゼルス物語」――シニアの健康とケアに関する語彙・表現を学ぶ
- 2016年10月：Pookie, Come Home!「プーキー、帰っておいで！」――アイデアや思いを伝え評価する表現を学ぶ
- 2016年11月：Arizona Adventure「アリゾナ・アドベンチャー」――旅行で使う表現を学ぶ（2014年7月のアンコール放送）

（当初は、Harvey and Shirley Downsizeの予定だったが、講師の遠山が体調不良のため、2017年3月に変更となった。）
- 2016年12月：St. Nick's Busiest Month「聖ニック最多忙の月」（2009年12月の再構成放送）（Ken's Special Selection)
- 2017年01月：On Time「時間について」――よく使われる時間に関する表現（2011年1月の再構成放送）(Ken's Special Selection 2)
- 2017年02月：The Secret Admirer「ひそかな崇拝者」――恋愛と人間関係に関する表現を学ぶ（2013年2月の再構成放送）(Ken's Special Selection 3)
- 2017年03月：Harvey and Shirley Downsize「ハーヴィーとシャーリー、身の回りを整理する」――交渉に使う語彙・表現を学ぶ

4週目は、Special Weekとして、リスニングと音読、文法を強化する。
- 2016年04月：Old News Is New Again、English Conversation Literacy、A Song 4 U、Grammar for Better Conversation
- 2016年05月：Old News Is New Again、English Conversation Literacy、A Song 4 U、Grammar for Better Conversation
- 2016年06月：Old News Is New Again、English Conversation Literacy、A Song 4 U、Conquering Famous Tongue Twisters
- 2016年07月：英語劇場 オー・ヘンリー「魔女のパン」
- 2016年08月：Old News Is New Again、English Conversation Literacy、A Song 4 U、Grammar for Better Conversation
- 2016年09月：Old News Is New Again、English Conversation Literacy、Building Sentences with Song 4 U、Conquering Famous Tongue Twisters
- 2016年10月：Old News Is New Again、English Conversation Literacy、A Songs 4 U、Listen for it! Special
- 2016年11月：英語劇場 小泉八雲「葬られた秘密」、Humor in English（2014年7月のアンコール放送）
- 2016年12月：Grammar for Better Conversation（2012年4月、5月、6月、7月、11月の再構成放送）
- 2017年01月：Grammar for Better Conversation（2013年4月、5月、6月、12月、2014年1月の再構成放送）
- 2017年02月：Grammar for Better Conversation（2013年9月、10月、11月、2014年2月、3月の再構成放送）
- 2017年03月：英語劇場 オー・ヘンリー「最後の一葉」

### 2015年度
1〜3週目は、毎回読みきりの毎月のテーマに沿ったダイアログで放送される。金曜日は月曜日から木曜日までの復習をする。テーマは以下のとおりである。
- 2015年04月：How Do You Like It?「気に入りましたか？」――好き嫌いの表し方を学ぶ
- 2015年05月：Safety First!「安全第一！」――安全や危険に関する語彙・表現を学ぶ
- 2015年06月：Fix It!「直す！」――ものや人間関係を修復する語彙・表現を学ぶ
- 2015年07月：Thailand Adventure「タイランド・アドベンチャー」――旅行で使う表現を学ぶ
- 2015年08月：Different Walks of Life「いろいろな職業・さまざまな人生」――仕事に関連した語彙・表現を学ぶ
- 2015年09月：Dealing With Problems「問題に対処する」――体の部分に関連したイディオムを使って問題を語る
- 2015年10月：Sports: Life Is a Game「スポーツ　人生はゲーム」――職場や日常場面に使うスポーツ関連の表現とイディオムを学ぶ
- 2015年11月：John Doe Learns to Cook「ジョン・ドウ　料理を始める」――料理に関連した語彙・表現を学ぶ
- 2015年12月：Roving Reporters「さすらいのリポーター３」――ニュースで使われる語彙・表現を学ぶ
- 2016年01月：Time Management「時間管理」――時間に関する語彙・表現を学ぶ
- 2016年02月：A Modern-Day Romeo and Juliet「現代の『ロミオとジュリエット』」――深刻な状況で使われる表現を学ぶ
- 2016年03月：Why Not Try It for a Change?「いつもと違ったことをしてみませんか？」――変化に関する日常会話表現を学ぶ

4週目は、Special Weekとして、リスニングと音読、文法を強化する。
- 2015年04月：Old News Is New Again、English Conversation Literacy、A Song 4 U、Grammar for Better Conversation
- 2015年05月：Old News Is New Again、English Conversation Literacy、A Song 4 U、Grammar for Better Conversation
- 2015年06月：Old News Is New Again、English Conversation Literacy、A Song 4 U、Grammar for Better Conversation
- 2015年07月：英語劇場 オー・ヘンリー「心と手」、English Conversation Literacy
- 2015年08月：Old News Is New Again、English Conversation Literacy、A Song 4 U、Grammar for Better Conversation
- 2015年09月：Old News Is New Again、English Conversation Literacy、Building Sentences with Songs 4 U、Listen for it! Special
- 2015年10月：Old News Is New Again、English Conversation Literacy、A Song 4 U、Grammar for Better Conversation
- 2015年11月：英語劇場 オー・ヘンリー「20年後」、English Conversation Literacy
- 2015年12月：Old News Is New Again、English Conversation Literacy、A Song 4 U、Christmas Song
- 2016年01月：Old News Is New Again、English Conversation Literacy、A Song 4 U、First Laughs of the Year
- 2016年02月：Old News Is New Again、English Conversation Literacy、A Song 4 U、Love, Love, Love 〜Three Famous Love Letters〜
- 2016年03月：Old News Is New Again、English Conversation Literacy、Building Sentences with Songs 4 U、Listen for it! Special

### 2014年度
1〜3週目は、毎回読みきりの毎月のテーマに沿ったダイアログで放送される。金曜日は月曜日から木曜日までの復習をする。テーマは以下のとおりである。
- 2014年04月：Opportunity Knocks「好機到来」――好機やチャンスに関する表現を学ぶ
- 2014年05月：Betsy and Duncan's Little Hair Salon「ベッティとダンカンの小さなヘアサロン」――私的な話題に使える語彙・表現を学ぶ
- 2014年06月：Word of Wisdom「知恵の言葉」――ことわざの日常会話での使い方を学ぶ
- 2014年07月：Arizona Adventure「アリゾナ・アドベンチャー」――旅行で使う表現を学ぶ
- 2014年08月：Colors「色」――色を使った表現を学ぶ
- 2014年09月：Body Idioms「体のイディオム」――体に関したイディオムの使い方を学ぶ
- 2014年10月：Birds and Flying Insects「鳥と飛翔昆虫」――鳥や飛翔昆虫に関する語彙、表現を学ぶ
- 2014年11月：Animal Lovers「動物愛好家たち」――ペットに関する語彙・表現を学ぶ
- 2014年12月：Roving Reporters「さすらいのリポーター２」――ニュースで使われる語彙・表現を学ぶ
- 2015年01月：Telephone ABCs「電話会話のいろは」――電話会話に使われる語彙・表現を学ぶ
- 2015年02月：Romance Gone Wrong「うまくいかない恋」――慰めや励ましの表現を学ぶ
- 2015年03月：Ambitions and Goals「志と目標」――志と目標設定に関する話し方を学ぶ

4週目は、Special Weekとして、リスニングと音読、文法を強化する。
- 2014年04月：Old News Is New Again、Humor in English、A Song 4 U、Grammar for Better Conversation
- 2014年05月：Old News Is New Again、Humor in English、A Song 4 U、Grammar for Better Conversation
- 2014年06月：Old News Is New Again、Humor in English、A Song 4 U、Grammar for Better Conversation
- 2014年07月：英語劇場 小泉八雲「葬られた秘密」、Humor in English
- 2014年08月：英語劇場 「かもとりごんべえ」、Humor in English
- 2014年09月：Old News Is New Again、Listen for it! Special、Building Sentence with Song 4 U、Grammar for Better Conversation
- 2014年10月：Old News Is New Again、Basic Cultural Literacy、A Song 4 U、Grammar for Better Conversation
- 2014年11月：Old News Is New Again、Super Aesop!、A Song 4 U、Grammar for Better Conversation
- 2014年12月：Old News Is New Again、Listen for it! Special、A Song 4 U、Grammar for Better Conversation
- 2015年01月：Old News Is New Again、Basic Cultural Literacy、A Song 4 U、Grammar for Better Conversation
- 2015年02月：Old News Is New Again、Love Poems、A Song 4 U、Grammar for Better Conversation
- 2015年03月：Old News Is New Again、Listen for it! Special、Building Sentence with Song 4 U、Grammar for Better Conversation

### 2013年度
1〜3週目は、毎回読みきりの毎月のテーマに沿ったダイアログで放送される。金曜日は月曜日から木曜日までの復習をする。テーマは以下のとおりである。
- 2013年04月：Family and Home 〜家族や家庭に関連する表現を学ぶ〜
- 2013年05月：Different Walks of Life 〜さまざまな仕事に関連した表現を学ぶ〜
- 2013年06月：Space 〜宇宙に関連した語彙・表現を学ぶ〜
- 2013年07月：Family Trip to the Black Hills 〜旅に関する語彙・表現を学ぶ〜
- 2013年08月：Around the House 〜家で行う物事を語る〜
- 2013年09月：The Body 〜体に関する表現・イディオムを学ぶ〜
- 2013年10月：The Ocean 〜海に関する語彙・表現を学ぶ〜
- 2013年11月：Shopping 〜買い物に関する語彙･表現を学ぶ〜
- 2013年12月：Roving Reporters 〜ニュースで使われる語彙・表現を学ぶ〜
- 2014年01月：Music 〜音楽を語るための語彙・表現を学ぶ〜
- 2014年02月：The Honeymoon Is Over! 〜愛の諸問題に焦点を合わせた表現を学ぶ〜
- 2014年03月：Geography 〜地理に関連した語彙・表現を学ぶ〜

4週目は、Special Weekとして、リスニングと音読、文法を強化する。
- 2013年04月：Old News Is New Again、Pronunciation Practice、A Song 4 U、Grammar for Better Conversation
- 2013年05月：Old News Is New Again、Pronunciation Practice、A Song 4 U、Grammar for Better Conversation
- 2013年06月：Old News Is New Again、Super Aesop!、A Song 4 U、Grammar for Better Conversation
- 2013年07月：英語劇場 新美南吉「ごんぎつね（前編）」
- 2013年08月：英語劇場 新美南吉 「ごんぎつね（後編）」
- 2013年09月：Old News Is New Again、Listen for it! Special、A Song 4 U、Grammar for Better Conversation
- 2013年10月：Old News Is New Again、Super Aesop!、A Song 4 U、Grammar for Better Conversation
- 2013年11月：Old News Is New Again、Pronunciation Practice、A Song 4 U、Grammar for Better Conversation
- 2013年12月：Old News Is New Again、Christmas Special、A Song 4 U、Grammar for Better Conversation
- 2014年01月：Old News Is New Again、First Horse Laughs of the Year、A Song 4 U、Grammar for Better Conversation
- 2014年02月：Old News Is New Again、Thoughts on Love、First Horse Laughs of the Year、A Song 4 U、Grammar for Better Conversation
- 2014年03月：Old News Is New Again、Listen for it! Special、A Song 4 U、Grammar for Better Conversation

### 2012年度
1〜3週目は、毎回読みきりの毎月のテーマに沿ったダイアログで放送される（8月は1・3〜4週目）。金曜日は月曜日から木曜日までの復習をする。テーマは以下のとおりである。
- 2012年04月：Friends 〜友人を作ったり、友人関係を維持したりするための表現〜
- 2012年05月：Goals 〜目標の設定・達成に関する表現〜
- 2012年06月：Talking about Things Japanese 〜日本の文化・習慣を説明する〜
- 2012年07月：Fun in Hawaii 〜旅を楽にする表現を学ぶ〜
- 2012年08月：Persuasion 〜いろいろなレベルの説得表現を学ぶ〜
- 2012年09月：Numbers 〜数を使った表現を学ぶ〜
- 2012年10月：Sports 〜スポーツに関連した表現を学ぶ〜
- 2012年11月：Food 〜食べ物や食事に関連する表現を学ぶ〜
- 2012年12月：The Doe Family Prepares for Christmas 〜トラブル時に使う表現を学ぶ〜
- 2013年01月：Animals and Mythical Creatures 〜動物に関連したイディオムや表現を学ぶ〜
- 2013年02月：The Secret Admirer 〜恋愛と人間関係に関する表現を学ぶ〜
- 2013年03月：Changes 〜変化に関連する表現を学ぶ〜

4週目は、Special Weekとして、リスニングと音読、文法を強化する。ただし、8月は5週目に放送。
- 2012年04月：Old News Is New Again、Super Aesop!、A Song 4 U、Grammar for Better Conversation
- 2012年05月：Old News Is New Again、Humor in English、A Song 4 U、Grammar for Better Conversation
- 2012年06月：Old News Is New Again、Mother Goose Challenge、A Song 4 U、Grammar for Better Conversation
- 2012年07月：Old News Is New Again、Listen for It! Special、Building Sentence with Songs 4 U、Grammar for Better Conversation
- 2012年08月：Old News Is New Again、Summer Poems、A Song 4 U、Grammar for Better Conversation
- 2012年09月：Old News Is New Again、Sing Along with Us!、A Song 4 U、Grammar for Better Conversation
- 2012年10月：Old News Is New Again、Super Aesop!、A Song 4 U、Grammar for Better Conversation
- 2012年11月：Old News Is New Again、Listen for It! Special、Building Sentence with Songs 4 U、Grammar for Better Conversation
- 2012年12月：Old News Is New Again、A Poem for New Year's Eve、A Song 4 U、Grammar for Better Conversation
- 2013年01月：Old News Is New Again、Happy New Laughs!、A Song 4 U、Grammar for Better Conversation
- 2013年02月：Old News Is New Again、Love Rhymes-Old, New and Painless、A Song 4 U、Grammar for Better Conversation
- 2013年03月：Old News Is New Again、Super Aesop!、Building Sentence with Songs 4 U、Grammar for Better Conversation

### 2011年度
1〜3週目は、毎回読みきりの毎月のテーマに沿ったダイアログで放送される（5月・8月・10月は1・3〜4週目）。金曜日は月曜日から木曜日までの復習をする。テーマは以下のとおりである。
- 2011年04月：Double Trouble 〜面倒な状況を乗り越える〜
- 2011年05月：Making Mistakes 〜ミスについて話し、対処するための表現〜
- 2011年06月：Animal World 〜英語で動物を語ってみる〜
- 2011年07月：John and Mary Doe's Vacation 〜休暇を計画・実行するための表現〜
- 2011年08月：Describing People 〜自分自身と周りの人たちについての語り方〜
- 2011年09月：How to do Things 〜物事のやり方を尋ね、説明する表現〜
- 2011年10月：Describing Places and Things 〜場所やものを説明するための表現〜
- 2011年11月：Big News! 〜健康についての話し方〜
- 2011年12月：Seeking Permission 〜許可を求め、受け、あるいは与えない表現〜
- 2012年01月：Mad,Sad,Glad 〜基本的な感情を表す〜
- 2012年02月：Disgusted,Scared and Surprised 〜基本的な感情を表す〜
- 2012年03月：The Does' Baby Boy 〜幼児を持つ親のための表現を学ぶ〜

4週目は、Special Weekとして、リスニングと音読を強化する。ただし、5月・8月・10月は5週目に放送。
- 2011年04月〜09月：Good Old News、Super Aesop!、A Song 4 U
- 2011年10月：英語劇場 小泉八雲「おだんごをなくしたおばあさん」・「欠片」（3月5週目にも再放送）
- 2011年11月：Good Old News、Super Aesop!、A Song 4 U
- 2011年12月：Story Songs for You
- 2012年01月：Good Old News、Short-short Jokes Challenge、A Song 4 U
- 2012年02月：Good Old News、Modern-day Aesop's Fables、A Song 4 U
- 2012年03月：Good Old News、Super Aesop!、A Song 4 U

### 2010年度
1〜3週目は、毎回読みきりの毎月のテーマに沿ったダイアログで放送される（5月は1・3〜4週目、8月は1〜2・4週目、3月は1〜2週目）。金曜日は月曜日から木曜日までの復習をする。テーマは以下のとおりである。
- 2010年04月：Dan Smith Gets Hired! 〜会話を始め、終わらせる表現〜
- 2010年05月：John and Mary's Lost Saturday 〜困ったときの英語表現〜
- 2010年06月：Going in the Right Direction 〜道を尋ね、教えるための英語表現〜
- 2010年07月：The Frugal Travelers 〜旅行のための英語表現〜
- 2010年08月：Talking about Weather 〜英語で天気をどう楽しみ、どうこぼすのか〜
- 2010年09月：Critiquing, Praising and Congratulating 〜気配りの英語表現〜
- 2010年10月：Winning and Losing 〜いいときと悪いときの英語表現〜
- 2010年11月：The Mystery of the Hidden Will 〜問題解決の英語表現〜
- 2010年12月：John and Mary's Christmas Spirit 〜giveとgetを使った英語表現〜
- 2011年01月：On Time 〜よく使われる時間に関する表現〜
- 2011年02月：Love, Love, Love 〜恋愛について語るときに必要な英語表現〜
- 2011年03月：Bringing It to a Close 〜物事を終わらせるための表現〜

4週目は、Special Weekとして、リスニングと音読を強化する。ただし、5月・8月は5週目、10月は4・5週目、3月は3週目に放送。
- 2010年04月：News Listening、Super Aesop!、A Song 4 U
- 2010年05月：英語劇場 アンデルセン「裸の王様」（8月3週目にも再放送）
- 2010年06月：News Listening、Super Aesop!、A Song 4 U
- 2010年07月：英語劇場 アンデルセン「姫と豆」・「マッチ売りの少女」、A Song 4 U
- 2010年08月：News Listening、Super Aesop!、More Super Aesop!、A Song 4 U
- 2010年09月：News Listening、Super Aesop!、A Song 4 U
- 2010年10月：News Listening、Super Aesop!、Moden-Day Aesop's Fables、A Song 4 U、Mother Goose Challenge（3月4週目にも再放送）、A Song 4 U（3月4週目にも再放送）
- 2010年11月：Listening to "Invictus"、News Listening、Super Aesop!、A Song 4 U
- 2010年12月：News Listening、Super Aesop!、A Song 4 U
- 2011年01月：News Listening、Super Aesop!、Moden-Day Aesop's Fables、A Song 4 U
- 2011年02月：News Listening、Super Aesop!、A Song 4 U
- 2011年03月：Dialogues from Listeners

### 2009年度
1〜3週目は、毎回読みきりの毎月のテーマに沿ったダイアログで放送される（8月は1・3〜4週目、3月は1〜2週目）。金曜日は月曜日から木曜日までの復習をする。テーマは以下のとおりである。
- 2009年04月：Yes、You Can! ― Terms of Encouragement and Support
- 2009年05月：A Summer Job ― Terms When Business Calls
- 2009年06月：Body and Mind ― Terms for Talking about Health
- 2009年07月：Dankichi and Sherry’s Great Egyptian Adventure
- 2009年08月：Understanding Each Other
- 2009年09月：College Bound
- 2009年10月：Three Pet Owners
- 2009年11月：John Doe's Very Bad Work Day
- 2009年12月：St. Nick's Busiest Month
- 2010年01月：Taking Leadership Training
- 2010年02月：Fashionistas
- 2010年03月：New Experiences

4週目は、Special Weekとして、リスニングと音読を強化する。ただし、5月・8月は5週目、7月は4・5週目、3月は3週目に放送。内容は次のとおりである。
- 2009年04月：英語劇場 オー・ヘンリー「心と手」・「不思議な話」（5月2週目にも再放送）
- 2009年05月：News Listening、バラク・オバマの演説、A Song 4 U
- 2009年06月：英語の詩（イギリス、カナダ、アメリカ）、A Song 4 U
- 2009年07月：英語の詩（12月5週目にも再放送）、A Song 4 U、英語劇場 オー・ヘンリー「真夏の騎士の夢」（8月2週目にも再放送）
- 2009年08月：News Listening、Career Focus Interview、A Song 4 U
- 2009年09月：News Listening、Super Aesop!、A Song 4 U
- 2009年10月：News Listening、Super Aesop!、A Song 4 U
- 2009年11月：News Listening、Career Focus Interview、Super Aesop!、A Song 4 U
- 2009年12月：英語劇場 オー・ヘンリー「現金な恋人」（3月4週目にも再放送）
- 2010年01月：News Listening、Super Aesop!、A Song 4 U
- 2010年02月：英語の詩、A Song 4 U
- 2010年03月：News Listening、Super Aesop!、A Song 4 U

### 2008年度
1〜3週目は、毎回読みきりの毎月のテーマに沿ったダイアログで放送される。金曜日は月曜日から木曜日までの復習をする。テーマは以下のとおりである。
- 2008年04月：Greetings Greetings Greetings
- 2008年05月：Explaining Things
- 2008年06月：Expressing Likes and Dislikes
- 2008年07月：Traveling〜Hal and Mary Take a Vacation
- 2008年08月：Doing Favors
- 2008年09月：Giving and Getting Advice
- 2008年10月：Expressing Emotions
- 2008年11月：Expressing Likelihood
- 2008年12月：Expressing Agreement and Disagreement
- 2009年01月：Excuses,Excuses
- 2009年02月：A Young Love Story
- 2009年03月：How to Say No

4週目は、リスニングパワー増強週間として、NEWS LISTENING（過去のニュースを聞き、問題に答える）、THE QUICK QUIZ SHOW（クイズショーを聞いて、リスニングに挑戦する。ちなみに、クイズショーは架空である。）、Song of the month（毎月のテーマに沿った曲を、オールディーズを中心に鑑賞し、穴埋め問題、英作文に挑戦する。）。金曜日は月曜日から水曜日までの復習をする。ただし、3月は3週目に放送された。
5週目は、スーパー・リスニング週間として、昔話を英訳したものが放送された。登場した物語は次のとおりである。
- 2008年05月：オー・ヘンリー「魔女のパン」（2008年8月3週目にも再放送された。）

- 2008年10月5週目は4月から8月までのTHE QUICK QUIZ SHOWの再放送をした。
- 2009年03月4週目は11月から3月までのTHE QUICK QUIZ SHOWの再放送をした。